# 1993 en Belgique
Chronologie de la Belgique
- 1989
- 1990
- 1991
- 1992
- 1993
- 1994
- 1995
- 1996
- 1997

Cette page recense des événements qui se sont produits durant l'année 1993 en Belgique.

## Gouvernement
- Roi : Baudouin puis Albert II
- Premier ministre : Jean-Luc Dehaene

## Chronologie

### Janvier
- 5 janvier : Début de l'affaire de la maison hantée de la commune d'Arc-Wattripont[1].
- 20 janvier : Enlèvement d'Ulrika Bidegård.

### Février
- 6 février : Modification de l'article 1er de la Constitution : la Belgique devient un État fédéral composé de trois régions.

### Mai
- 3 au 9 mai : Tournoi de tennis de Belgique.
- 11 mai : L'Exécutif Anselme laisse la place à l'Exécutif Onkelinx.
- 15 mai : Barbara Dex représente la Belgique à l'Eurovision 1993.

### Juin
- 3 juin : Accident du pétrolier British Trent au large d'Ostende : 9 morts[2].
- 6 juin : Le Standard de Liège gagne la Coupe de Belgique de football au stade Constant Vanden Stock.

### Juillet
- 1er juillet : Présidence belge du Conseil de l'Union européenne.
- 24 et 25 juillet : Championnats de Belgique d'athlétisme.
- 31 juillet : Décès du roi Baudouin à Motril (Espagne) à l'âge de 62 ans, après 42 ans de règne.

### Août
- 9 août : Prestation de serment du sixième roi des Belges, Albert II, frère de Baudouin.
- 29 août : Grand Prix automobile de Belgique.

### Octobre
- 3 octobre : Championnats du monde de semi-marathon.

### Novembre
- 22 au 28 novembre : Les Championnats d'Europe de gymnastique acrobatique se déroulent à Anvers.
- 30 novembre : La fin du mois enregistre un record de froid et d'importantes chutes de neige tombent sur le centre du pays[3].

### Décembre
- Une importantes pluviométrie touche le pays durant le mois de décembre et provoque d'importantes inondations peu de temps avant les fêtes de Noël[4],[5].

## Culture

### Littérature
- Prix Rossel : Nicole Malinconi, Nous deux.

## Sciences
- Prix Francqui : Gilbert Vassart (sciences médicales, ULB).

## Naissances
- 13 avril : Daan Myngheer, coureur cycliste († 28 mars 2016).
- 13 mai : Romelu Lukaku, joueur de football.
- 23 décembre : Emmanuel Stockbroekx, joueur de hockey sur gazon.

## Décès
- 12 janvier : Pierre Nihant, coureur cycliste (° 5 avril 1925).
- 28 janvier : Georges Linze, écrivain d'expression française (° 12 mars 1900).
- 3 février : Éliane de Meuse, peintre (° 9 août 1899).
- 21 mars : Albert Ramon, coureur cycliste (° 1er novembre 1920).
- 2 avril : Lucien Outers, homme politique (° 9 avril 1924).
- 10 juillet : Alfred Hamerlinck, coureur cycliste (° 27 septembre 1905).
- 31 juillet : Baudouin, cinquième roi des Belges (° 7 septembre 1930), mort à Motril (Espagne).
- 21 septembre : Fernand Ledoux, acteur (° 24 janvier 1897), mort à Villerville (France).
- 22 novembre : Alois De Hertog, coureur cycliste (° 9 août 1927).

## Statistiques
- Population totale au 1er janvier 1993 : 10 068 319 habitants[6].